# Bagnisiopsis rhoina
Bagnisiopsis rhoina är en svampart som först beskrevs av Syd., P. Syd. & Hara, och fick sitt nu gällande namn av Theiss. & Syd. 1915. Bagnisiopsis rhoina ingår i släktet Bagnisiopsis och familjen Phyllachoraceae.   Inga underarter finns listade i Catalogue of Life.